# Michel Winock

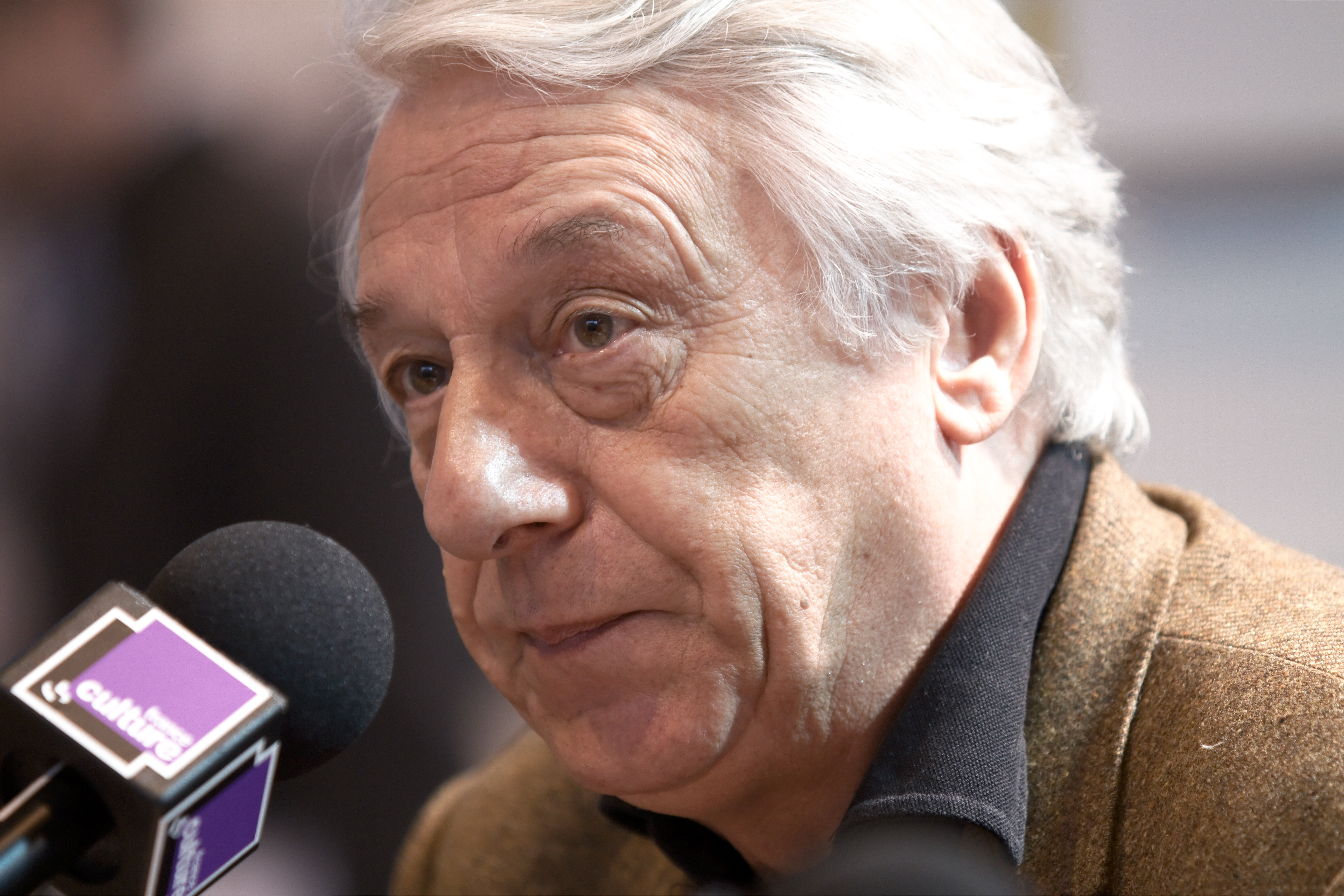
Michel Winock (2010)

Michel Winock (* 19. März 1937 in Paris) ist ein französischer Historiker, der sich auf die Geschichte der französischen Republik sowie auf intellektuelle und politische Bewegungen spezialisiert hat. Er war Universitätsprofessor für Zeitgeschichte am Institut d’études politiques de Paris und Programmdirektor des Verlags Éditions du Seuil.

## Leben

### Ausbildung
Winock wuchs in einfachen Verhältnissen in der roten Vorstadt Arcueil auf (sein Vater war Busfahrer, die Mutter betrieb einen Gemüseladen). Er absolvierte das Lycée Lakanal, legte sein Baccalauréat ab, schrieb sich in die geisteswissenschaftlichen Vorbereitungsklassen (hypokhâgne) ein, belegte Fernunterricht und absolvierte sein Propädeutikum an der Faculté des lettres de Paris.

### Universität
Michel Winock bestand 1961 die Agrégation (Lehrbefugnis für höhere Schulen) in Geschichte und begann seine Laufbahn als Sekundarschullehrer am Lycée Joffre in Montpellier, dann am Lycée Hoche in Versailles und am Lycée Lakanal in Sceaux. Die Gründung der „experimentellen“ Universität Vincennes im Jahr 1968 öffnete ihm die Türen zur Hochschulbildung. Er wurde 1979 an die Sciences Po Paris berufen, wo er seine Karriere als Oberassistent begann, später externer Maître de conférences (Dozent) und schließlich Professor wurde.
1987 verteidigte er seine thèse d’Etat (entspricht etwa einer Habilitation) mit dem Titel „Crises et idées de crise en France, 1871–1968“, die er unter der Leitung von René Rémond am Institut d’études politiques de Paris vorbereitet hatte.

### Verlagswesen
Michel Winock verfolgte auch eine Karriere im Verlagswesen: Ab 1962 war er Mitglied der Zeitschrift Esprit, wurde Berater und später literarischer Leiter der Éditions du Seuil. Dort gründete er die Reihen L’Univers historique (mit Jacques Julliard) und Points Histoire (im Jahr 1971).
Ein Jahr nach seinem Ausscheiden bei Esprit gründete er 1978 zusammen mit Michel Chodkiewicz die Zeitschrift L’Histoire mit dem Ziel, die besten Arbeiten der historischen Forschung (nach dem Vorbild der Zeitschrift La Recherche desselben Verlags) in einem pluralistischen Geist einer breiten Öffentlichkeit zugänglich zu machen.

## Sonstiges
Von November 2014 bis Oktober 2015 war er gemeinsam mit dem Präsidenten der Nationalversammlung Claude Bartolone Vorsitzender der Mission über die Zukunft der Institutionen, der sogenannten Bartolone-Winock-Mission, die in einem Bericht 17 Vorschläge zur Reform der Institutionen der Fünften Republik unterbreitete.

## Auszeichnungen
- Ritter der Ehrenlegion
- 1997 Prix Médicis für „Das Jahrhundert der Intellektuellen“.
- 2010 Prix Goncourt für die Biographie „Madame de Staël“, Fayard, 2010

## Publikationen (Auswahl)
- Flaubert. Aus dem Französischen von Horst Brühmann und Petra Willim. Carl Hanser Verlag, München 2021, ISBN 978-3-446-26844-9. (Französische Originalausgabe erschienen bei Gallimard, Paris 2013, ISBN 978-2-07-013348-2.)
- Clemenceau, Paris, Éditions Perrin, 2007, Neuauflage Perrin, 2011, coll. « Tempus », ISBN 978-2-262-03498-6
- Madame de Staël. Paris:  Fayard, 2010
- La France et les Juifs : De 1789 à nos jours. Paris 2004. ISBN 2-02-060954-1
- Das Jahrhundert der Intellektuellen (Le Siècle des intellectuels). Übers. von Judith Klein. Konstanz 2003. ISBN  978-3-89669-948-0
- La Belle Epoque. La France de 1900 à 1914. 2002.